# Mezinárodní letiště Čhatrapatího Šivádžího
Letiště Bombaj nebo Mezinárodní letiště Čatrapatího Šivádžího (IATA: BOM, ICAO: VABB) je hlavní letiště v Bombaji a druhé nejrušnější v Indii po letišti Indiry Gándhíové u Dillí.
Bylo otevřeno v roce 1942. Slouží jako sídlo a uzlové letiště pro aerolinie Air India. Dohromady s letišti v Dillí a v Madrásu zvládá více než polovinu celkové dopravy v Jižní Asii. Ročně letištěm projde 20 až 40 milionů cestujících. Letiště tvoří dva terminály, centrální terminál, terminál pro nákladní dopravu, řídící věž a dvě přistávací dráhy. Letiště má tak velkou kapacitu, že je možné aby na něm přistávala i obrovská letadla typu Boeing 747 nebo Airbus A380. Nabízí linky do Evropy, Asie, Afriky a Severní Ameriky.
Letiště má název po významném indickém bojovníkovi a císaři jménem Šivádží.